# Гаель Жіве
Гае́ль Жіве́ (фр. Gaël Givet, нар. 9 жовтня 1981, Арль) — колишній французький футболіст, захисник.
Виступав, зокрема, за французькі клуби «Монако» та «Марсель», англійський «Блекберн Роверз», а також національну збірну Франції. У складі збірної був срібним призером чемпіонату світу 2006 року у Німеччині.

## Клубна кар'єра
У дорослому футболі дебютував 1998 року виступами за другу команду клубу «Монако», в якій провів два сезони, взявши участь у 44 матчах чемпіонату.
Своєю грою за другу команду клубу привернув увагу тренерського штабу основної команди «Монако», де почав виступи 2000 року. Відіграв за команду з Монако наступні сім сезонів своєї ігрової кар'єри. Більшість часу, проведеного у складі «Монако», був основним гравцем захисту команди.
Згодом у 2007 році перейшов до складу команди «Марсель», де виступав до 2009 року.
У 2009 році спочатку був орендований англійським клубом «Блекберн Роверз», а 26 червня підписав із клубом повноцінний контракт на 4 роки вартістю 3,5 мільйони фунтів стерлінгів, та продовжив виступи за клуб до 2013 року.
З 2013 року повернувся на батьківщину, у футбольний клуб «Арль-Авіньйон». Виступав за куб протягом одного сезону, і покинув команду після вильоту клубу з найвищого французького дивізіону.
До складу клубу «Евіан» приєднався влітку 2014 року. Але, зігравши лише 1 матч у найвищому французькому дивізіоні, Гаель Живе вимушений був покинути клуб, оскільки керівництво клубу вимагало від нього збрити бороду, вбачаючи схожість футболіста з ісламськими терористами. Після цього Гаель Живе повернувся до «Арль-Авіньйона», у якому виступав до кінця сезону 2014—2015 років.
3 вересня 2015 року Гаель Живе підписав контракт із клубом другого французького дивізіону «Тур». Наприкінці сезону завершив професіональну кар'єру.
Станом на 2018 рік працює тренером у команді U-16 «Монако» та грає на аматорському рівні разом з третім складом «Монако» в регіональній лізі.

## Виступи за збірну
Виступав за юнацькі збірні Франції до 15 та 19 років. 2000 року став срібним призером молодіжного чемпіонату Європи.
2004 року дебютував в офіційних матчах у складі національної збірної Франції. До 2006 року провів у формі головної команди країни 12 матчів, після чого до лав національної команди не викликався.
У складі збірної був учасником чемпіонату світу 2006 року у Німеччині, де разом з командою здобув «срібло».

## Титули і досягнення
- Володар Кубка французької ліги (1):

«Монако»: 2002-03
- Чемпіон Європи (U-18): 2000
- Віце-чемпіон світу: 2006